# سرآب قامیش
سرآب قامیش، روستایی از توابع بخش مرکزی شهرستان سنندج در استان کردستان ایران است.
سرآب قامیش روستایی در منطقه سارال در شمال سنندج ۱۵ کیلومتری شمال سنندج واقع شده و بر روی سد قشلاق واقع شده.
از نکات مثبت روستا می‌توان به خوش صفا بودن و زیبایی منطقه، دلنشین بودن آن و موقعیت جغرافیای عالی اشاره کرد
امکانات آن عبارت است از مدرسه ابتدایی، راهنمایی دخترانه، راهنمایی پسرانه، درمانگاه، زمین ورزشی چمن، باشگاه ورزشی، ایستگاه آتش‌نشانی و غیره.
از نکات منفی این روستا می‌توان به تبدیل شدن زراعی کشاورزی به مسکونی، کمبود (نبود) آب آشامیدنی (۱ساعت در شبانه روز) با وجود قرار گرفتن بر روی سد ، آنتن دهی خیلی ضعیف، محدودیت اینترنت ADSL به ۲مگابیت، قطع وصلی زیاد برق و تلفن ثابت، نبودن سرویس رفت و آمد شهری به صرفه، نبود پارک و فضای سبز، و گرانی زمین مسکونی

## جمعیت
این روستا در دهستان سرآب قامیش قرار دارد و براساس سرشماری مرکز آمار ایران در سال ۱۳۸۵، جمعیت آن ۱٬۵۰۰ نفر (۳۴۶خانوار) بوده است.

## روستاهای اطراف
از روستاهای اطراف می‌توان به تازه آباد دویسه-چهل گزی-دویسه-چرنو-تودار صمدی و چتان می‌توان اشاره نمود.

## موقعیت
این دهستان در کنار سد وحدت سنندج قرار دارد.